# VL11
VL11 (tiếng Nga: ВЛ11) là một đầu máy điện một chiều dùng để kéo tàu hàng và tàu khách, được sản xuất ở Gruzia, được sử dụng tại Nga và Ukraina. Tên viết tắt VL nghĩa là Vladimir Lenin (Tiếng Nga: Владимир Ленин).

## Thông tin

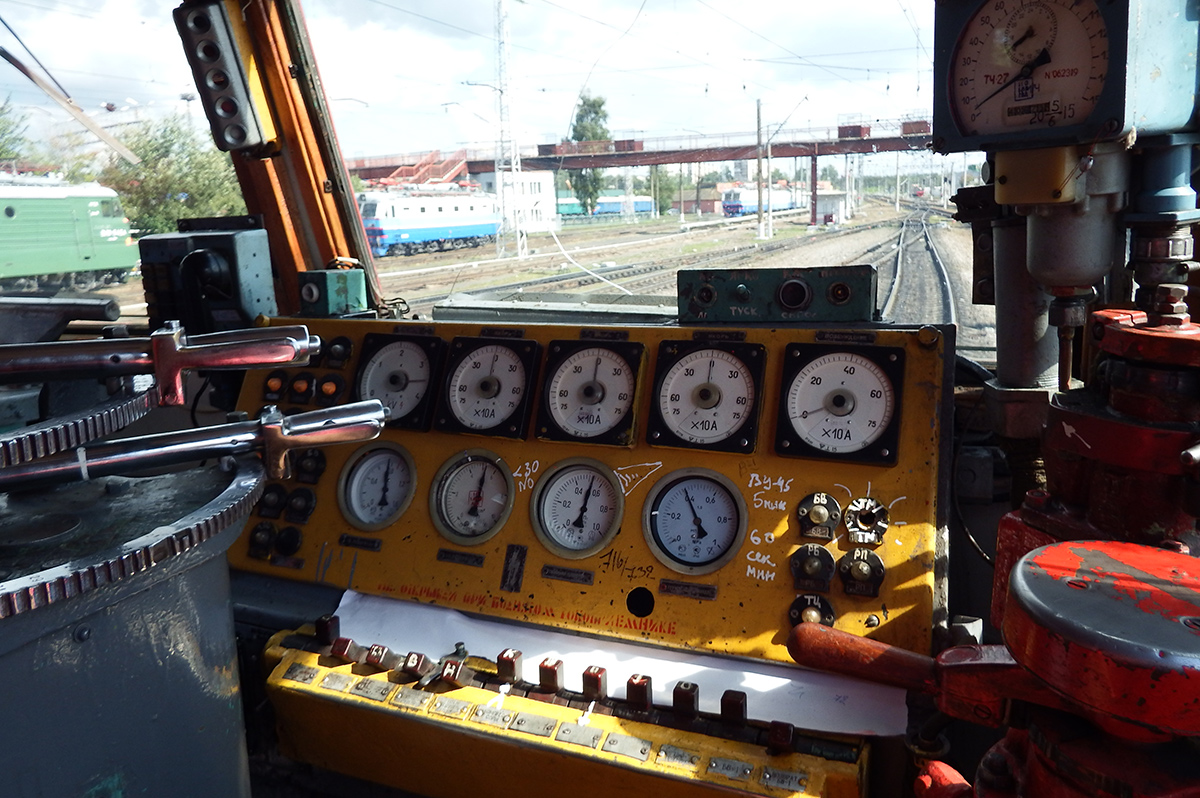
Buồng lái của đầu máy VL11.8-716

Đầu máy ВЛ11 (VL11) được sản xuất để chạy kép, nhưng có thể được sản xuất để chạy ba hoặc bốn đầu máy. Các loại đầu máy có 12 trục, phanh tái sinh và có thể kéo tải lên đến 59.250 kg. Nó có công suất là 8.040 kW.

## Nâng cấp
Cục Quản lý Đường sắt Nhà nước Ukraina (Ukrzaliznytsia) đã nâng cấp đầu máy VL11 của họ; bắt đầu từ năm 2012, cơ quan này có kế hoạch nâng cấp 20 chiếc mỗi năm. Việc nâng cấp sẽ kéo dài tuổi thọ hoạt động của mỗi đầu máy thêm 15 năm và nó chỉ chiếm 28% chi phí so với một đầu máy điện mới.